# Finn
Finn er et drengenavn, der er kendt fra oldnordisk, hvor det hed Finr = "Finn". Ordet har ukendt oprindelse, men det betyder sandsynligvis "finne" eller "same". Navnet er et godkendt drengenavne i Danmark.
Navnet Finn kommer også fra gælisk, opr. Fionn, som betyder "den hvide".  Jvf. havnebyen Fionnphort på den skotske ø Mull;  det betyder Den hvide Havn.
I engelskprogede lande er det brugt som et efternavn, f.eks. i Mark Twains romanfigur Huckleberry Finn.
På Island ses variationen Finnur.
En sjælden variation i Danmark er Find. I alt 15.723 personer bærer et af disse navne i 2021 i Danmark.

## Kendte personer med navnet som fornavn
- Finn Magnusen, islandsk oldgransker og mytolog.

### Samfund
- Finn Brunse, dansk kommunalpolitiker.
- Finn Gundelach, dansk diplomat.
- Finn Helmer, dansk iværksætter.
- Finn Henriksen, politiker.
- Finn Thorgrimson, dansk fagforeningsmand

### Kultur
- Finn Døssing, dansk fodboldspiller og indehaver af tøjbutik
- Finn Henriksen, filminstruktør.
- Finn Høffding, dansk komponist.
- Finn Jensen, dansk musiker.
- Finn Methling, dansk dramatiker.
- Finn Nielsen, dansk skuespiller.
- Finn Nørbygaard, dansk komiker og skuespiller.
- Finn Odderskov, dansk saxofonist.
- Finn Olafsson, dansk musiker.
- Finn Storgaard, dansk skuespiller.
- Finn Søeborg, dansk forfatter
- Finn Ziegler, en dansk jazzviolinist og -vibrafonist.

### Idræt
- Finn Jensen, dansk bokser.
- Finn Kobberø, dansk badmintonspiller og sportsjournalist
- Finn Laudrup, dansk fodboldspiller.
- Finn Nielsen, dansk atlet.
- Finn Tugwell, dansk professionel bordtennisspiller.

## Navnet i fiktion
- Huckleberry Finn er titelfiguren i Mark Twains roman af samme navn.
- Jætten Finn er en sagnfigur og dekorativ figur på en søjle i Lund Domkirke.
- Finn er navnet på Krone-Taxas næstformand i TV-serien TAXA. Figuren spilles af Jesper Lohmann.
- Finn er en figur i Dolph & Wulff med venner
- Finn Nissen er en figur i De Nattergales tv-julekalender The Julekalender; han spilles af Viggo Sommer[3]

## Anden anvendelse
Den olympiske bådklasse Finnjollen stammer fra de Olympiske Lege i Helsinki i 1952.